# Geharrebar
Geharrebar is een Nederlandse gagstrip die werd geschreven en getekend door striptekenaar Eric Schreurs met grappen die zich in een café afspelen. De strip werd in 1981 gepubliceerd in het tijdschrift Panorama, maar vanwege te veel redactionele bemoeienis met de dialogen zette hij de publicatie na slechts zes afleveringen stop. Schreurs kreeg echter van uitgever Van Wulften de mogelijkheid om de strip direct als albums bij diens uitgeverij Espee te publiceren.